# 24-ヒドロキシコレステロール-7α-ヒドロキシラーゼ
24-ヒドロキシコレステロール-7α-ヒドロキシラーゼ（24-hydroxycholesterol 7α-hydroxylase）は、次の化学反応を触媒する酸化還元酵素である。
(24R)-コレスト-5-エン-3β,24-ジオール + NADPH + H+ + O2 {\displaystyle \rightleftharpoons } (24R)-コレスト-5-エン-3β,7α,24-トリオール + NADP+ + H2O
この酵素の基質は(24R)-コレスト-5-エン-3β,24-ジオール、NADPH、H+とO2で、生成物は(24R)-コレスト-5-エン-3β,7α,24-トリオール、NADP+とH2Oである。
組織名は(24R)-cholest-5-ene-3β,24-diol,NADPH:oxygen oxidoreductase (7α-hydroxylating)で、別名に24-hydroxycholesterol 7α-monooxygenase、CYP39A1、CYP39A1 oxysterol 7α-hydroxylaseがある。